# Sesson Shūkei
Sesson Shūkei est un nom japonais traditionnel ; le nom de famille (ou le nom d'école), Sesson, précède donc le prénom (ou le nom d'artiste).
Sesson Shūkei (雪村 周継), de son vrai nom Satake, noms de pinceaux Sesson, Shūkyosai, Shūkai et Kakusen-Rōjin, né vers 1504, mort après 1589, est un moine bouddhique et peintre japonais du XVIe siècle.

## Époque de Muromachi

### XIVeauXVIesiècles
« Pour qui erre tristement dans une ville inconnue, c'est un plaisir de pouvoir passer une heure dans une galerie de tableaux. Faveur plus difficile à obtenir dans le cas des musées japonais, où les kakemonos, les emakis sont la plupart du temps enfermés dans des boîtes. Par bonheur le livre est là qui offre à l'amateur, fidèlement reproduits, les trèsors les plus jalousement gardés des collections publiques et privées. Enfin, une place non prépondérante est accordée à la peinture bouddhique de l'ancien temps, écrit l'auteur Maurice Coyaut ».
Buson et Gyokudō, longtemps tenus pour trop «littéraires», ou trop excentriques, sont maintenant considérés comme les égaux de ces géants de l'époque Muromachi que sont Shūbun, Sesshū et Sesson Shūkei, et leurs compères de l'école paysagiste, inspirés par l'idéal du Zen.

## Biographie
À l'époque Muromachi, la peinture monochrome à l'encre (suiboku) se répand aussi en dehors de la capitale, dans les régions de l'est et de l'ouest. Les seigneurs locaux accroissent leur indépendance politique et économique et patronnent des artistes, quand ils n'en sont pas eux-mêmes. Ainsi apparaît au nord-est du Japon, dans le Tōhoku, un artiste très original, Sesson Shuke. Bien que né à l'époque où Sesshū s'éteint à l'autre extrémité du pays, il se prétend néanmoins être son successeur spirituel et accole la même graphie setsu (la neige) à la tête de son nom de pinceau.
Sesson est un nordique, originaire d'Ōta, Hitachi (actuelle préfecture d'Ibaragi). À partir de 1540, son existence tout entière se passe dans les régions rustiques de Aizu (actuelle préfecture de Fukushima) et de Hitachi (actuelle préfecture d'Ibaragi), et sa première célébrité remonte aux années qu'il passe sous le patronage d'Ashina Moriuju, seigneur d'Aizu. Il construit plus tard son propre atelier à Miharu, studio que l'on peut toujours voir. Il peut désormais à loisir s'adonner à son art, avec cette sorte de frénésie qu'il met en toutes choses (il a, dit-on, laissé quelque trois cents tableaux).

## Genres et style
Sesson, tout comme Sesshū, a touché  à bien des genres: paysages «classiques» ou en style Haboku (en) où il déploie une étourdissante virtuosité, peinture d'animaux, évocations mythologiques à caractère fantastique, nourries par l'esprit du Tao. Partout, son pinceau, qui semble danser sur le papier, se meut avec une sûreté, une précision qui ont de quoi surprendre, car la rapidité, la violence même de l'exécution sont ici de règle. Après lui ou à ses côtés, d'autres artistes s'essaient eux aussi à cette manière expressionniste.
Il approfondit son art en solitaire, étudiant les œuvres des grands maîtres chinois et japonais, tels Yujian (Yujian Reofen, moine peintre chinois XIIIe siècle) et Muqi, Shūbun et  Sesshū. Ses peintures, d'une technique rude et quelque peu fruste, sont animées par contre d'une verve ardente reflétant sa personnalité, personnalité agitée dans un pays en proie aux guerres civiles. Dans cette œuvre, semble-t-il, l'adaptation de la technique chinoise à l'esprit nippon parvient à un rare pathétique.

### La rigueur contemplative

Portrait imaginaire de l'immortel Ro Dōhin par le peintre Sesson Shūkei

Elle gouverne toute l'école du lavis à l'époque Muromachi (Shūbun, Sesshū et Sesson). Cimes aux angles droits et saillants, autorité du trait de pinceau, même lorsqu'il se donne des airs incontrôlés (mais nul ne s'y trompe), même lorsqu'il s'efforce de prendre le mouvement au piège: les brumes qui baignent le paysage n'en attirent que mieux le regard du contemplateur, dont l'esprit est prêt à s'envoler vers ces hauteurs béantes et abstraites. Mieux qu'aucune représentation d'ordre proprement religieux, la peinture suscite l'adoration.

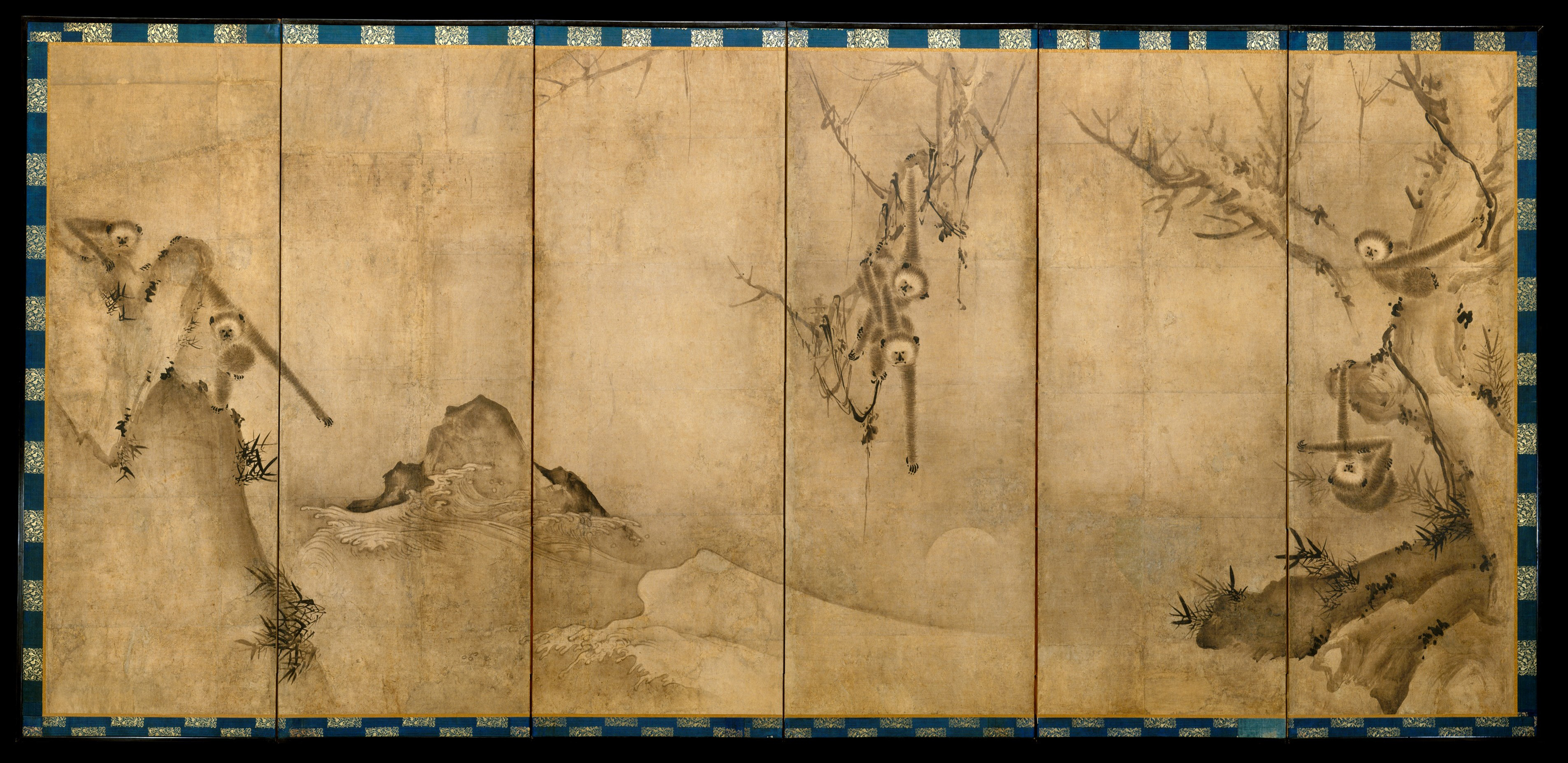
Paravent figurant des singes (1570).
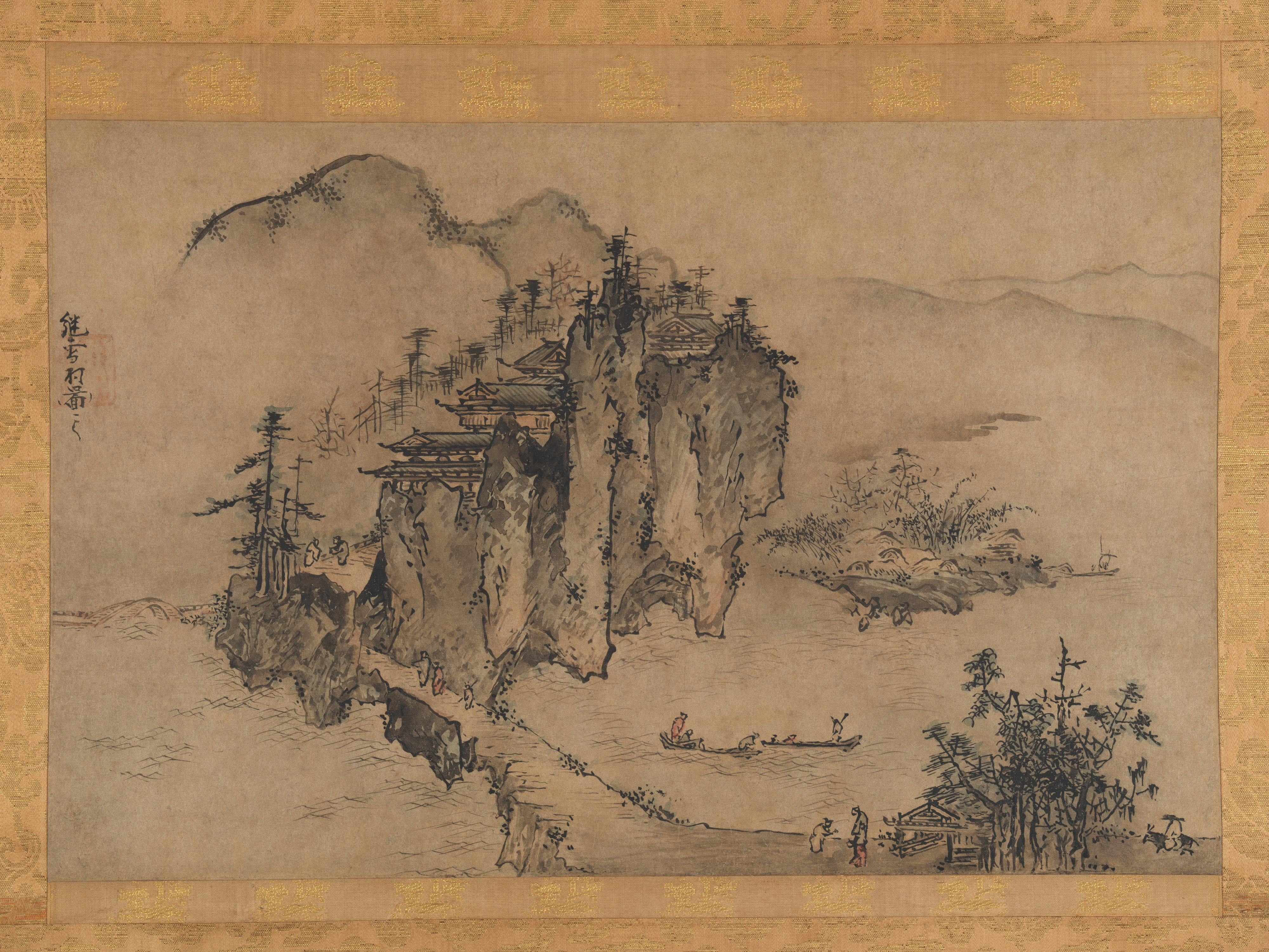
Rouleau représentant une ville de montagne.
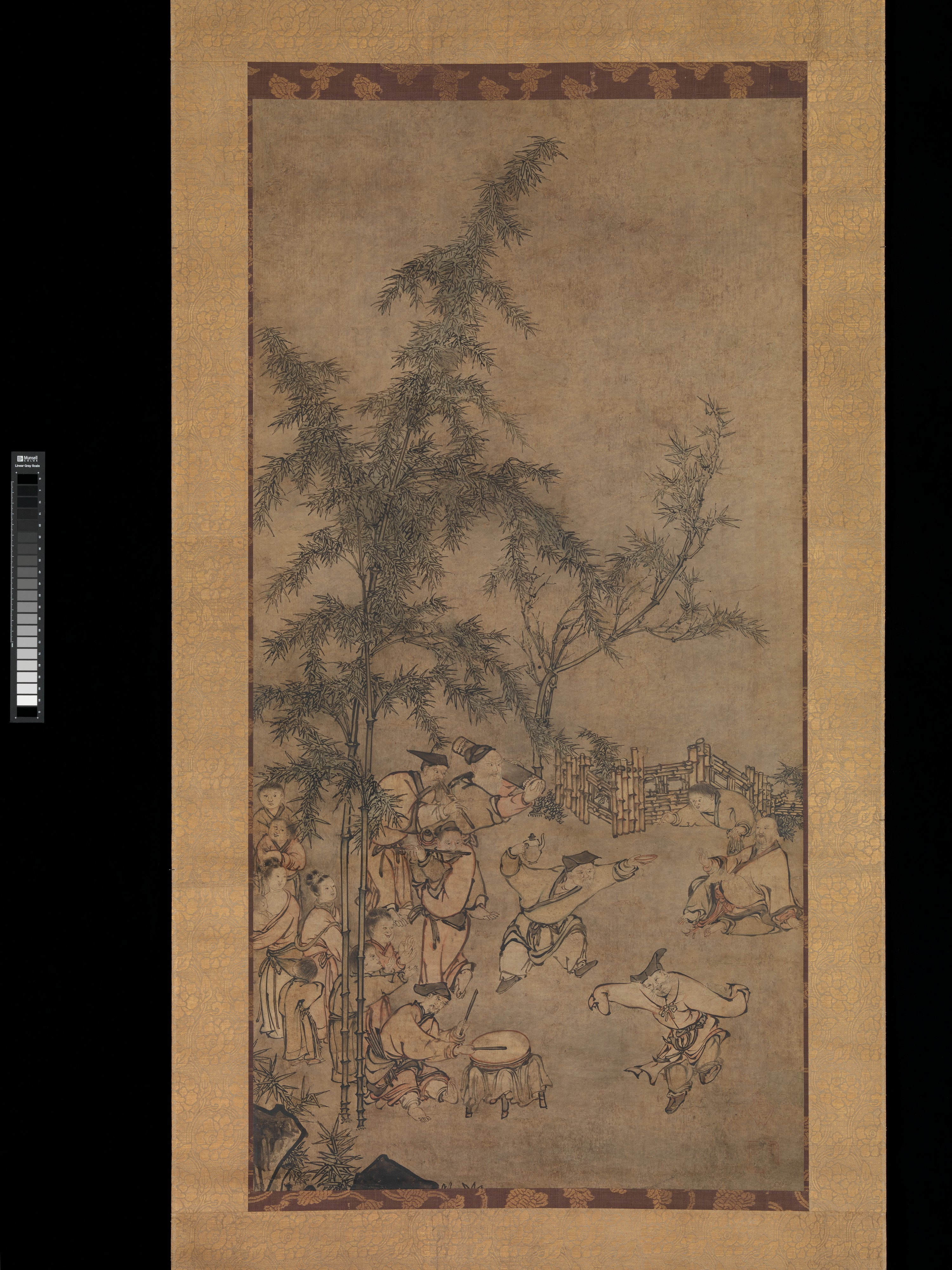
Rouleau représentant sept sages s’entraînant (1550).

## Musées
- Kyōto (Nomura Bun-ei):
  - Paysage sous la tempête, rouleau vertical, encre et couleurs légères sur papier, 22x31,4cm.
- Nara (Yamato Bunkakan):
  - Portrait imaginaire de  Ro Dōhin (Lü Dongbin, immortel taoïste) Ro Dōhin (en chinois Liu Tong-pin)[n 1], encre sur papier, rouleau en hauteur[7].
  - Autoportrait, encre et couleurs légères sur papier, rouleau en hauteur, poèmes et quatre cachets de l'artiste.
- Osaka (Musée Masaki):
  - Paysage de la Hsiao-Hsiang[n 2]encre sur papier (24,7x669,6cm)[8].
- Tōkyō  (Nat. Mus.):
  - Faucons sous un pin[n 3], encre sur papier, deux rouleaux en hauteur signés, deux cachets de l'artiste[9].
  - Hama et Tieguai, deux  immortels chinois, encre sur papier, deux rouleaux en hauteur signés, cachets de l'artiste.
- Washington DC (Freer Gallery of Art):
  - Paysages d'automne et d'hiver, encre et couleurs légères sur papier, deux paravents à six feuilles.